# ماكسيميليانو بيرغ
ماكسيميليانو بيرغ (بالإسبانية: Maximiliano Perg)‏ (16 سبتمبر 1991 ببايساندو في الأوروغواي - ) هو لاعب كرة قدم أوروغواني في مركز الدفاع. لعب مع سنترو أتلتيكو فينكس ‏.

## وصلات خارجية
- ماكسيميليانو بيرغ على موقع قاعدة بيانات كرة القدم.إي يو (الإنجليزية)
- ماكسيميليانو بيرغ على موقع Soccerway.com (الإنجليزية)